# Xerodes inaccepta
Zethenia inaccepta là một loài bướm đêm trong họ Geometridae.